# Fritz Spengler
Fritz Spengler   (Mannheim, 6 de setembre de 1908 - Weiskirchen, 10 de març de 2003) fou un jugador d'handbol alemany que va competir durant la dècada de 1930.
El 1936 va prendre part en els Jocs Olímpics de Berlín, on guanyà la medalla d'or en la competició d'handbol.
Amb el SV Waldhof Mannheim guanyà la lliga alemanya de 1933. Després de la Segona Guerra Mundial fou entrenador de l'equip nacional del Sarre, amb qui disputà el campionat del món d'hanbdol a onze de 1952 i 1955. Va mantenir el càrrec fins a 1969.